# Lê Tuấn Phong
Lê Tuấn Phong (sinh ngày 10 tháng 9 năm 1974) là chính trị gia nước Cộng hòa xã hội chủ nghĩa Việt Nam. Ông từng giữ các chức vụ là Phó Bí thư Tỉnh ủy, Bí thư Ban Cán sự Đảng, Chủ tịch Ủy ban nhân dân tỉnh Bình Thuận; Thường vụ Tỉnh ủy, Phó Chủ tịch Ủy ban nhân dân tỉnh Bình Thuận; Tỉnh ủy viên, Giám đốc Sở Kế hoạch và Đầu tư tỉnh Bình Thuận.
Lê Tuấn Phong là đảng viên Đảng Cộng sản Việt Nam, học vị Kỹ sư Cầu đường, Thạc sĩ Kỹ thuật xây dựng, Cao cấp lý luận chính trị. Năm 2022, ông bị kỷ luật với hình thức cảnh cáo về mặt Đảng và chính quyền do có sai phạm trong quá trình công tác lãnh đạo Bình Thuận, sau đó được miễn nhiễm chức vụ Chủ tịch Ủy ban nhân dân tỉnh Bình Thuận.

## Xuất thân và giáo dục
Lê Tuấn Phong sinh ngày 10 tháng 9 năm 1974 tại xã Hàm Hiệp, huyện Hàm Thuận Bắc, tỉnh Bình Thuận. Ông lớn lên và theo học phổ thông ở quê nhà. Năm 1992, ông tới Thành phố Hồ Chí Minh theo học đại học chuyên ngành Kỹ sư xây dựng cầu đường, nhận bằng Kỹ sư Cầu đường. Sau đó, ông đi du học ở thành phố Sydney, New South Wales, Australia, theo học khóa bồi dưỡng chương trình quy hoạch và phát triển đô thị ở Đại học New South Wales, nhận bằng Thạc sĩ Kỹ thuật xây dựng. Trong những năm này, ông cũng tới New Zealand theo học bồi dưỡng tiếng Anh bậc C, kỹ năng tổ chức hội nghị, hội thảo tại Đại học Victoria, Wellington.
Ngày 13 tháng 12 năm 2003, ông được kết nạp Đảng Cộng sản Việt Nam, trở thành đảng viên chính thức vào ngày 13 tháng 12 năm 2004. Trong quá trình hoạt động Đảng và Nhà nước, ông theo học các khóa tại Học viện Chính trị Quốc gia Hồ Chí Minh, nhận bằng Cao cấp lý luận chính trị. Nay, ông thường trú tại phường Phú Trinh, thành phố Phan Thiết, tỉnh Bình Thuận.

## Sự nghiệp

### Thời kỳ đầu
Tháng 5 năm 1998, Lê Tuấn Phong hoàn tất quá trình học tập, trở về quê nhà, bắt đầu sự nghiệp của mình, ông được tuyển làm Chuyên viên Sở Giao thông Vận tải tỉnh Bình Thuận. Đến tháng 3 năm 2002, ông được điều sang làm Chuyên viên Sở Kế hoạch và Đầu tư tỉnh Bình Thuận. Tháng 9 cùng năm, ông được thăng chức là Phó Trưởng phòng Quản lý dự án, Sở Kế hoạch và Đầu tư. Tháng 7 năm 2003, ông là Phó Trưởng phòng Kinh tế, Sở Kế hoạch và Đầu tư. Tháng 7 năm 2004, ông chuyển sang Phòng Thẩm định, Sở Kế hoạch và Đầu tư, giữ chức Phó Trưởng phòng rồi thăng chức thành Trưởng phòng Thẩm định vào tháng 4 năm 2008.
Tháng 4 năm 2010, ông được điều về cơ quan địa phương, nhậm chức Phó Chủ tịch Ủy ban nhân dân thành phố Phan Thiết. Đến tháng 8 năm 2012, ông trở lại Ủy ban nhân dân tỉnh, giữ chức Phó Giám đốc Sở Kế hoạch và Đầu tư. Tháng 4 năm 2016, ông được bầu làm Tỉnh ủy viên, nhậm chức Giám đốc Sở Kế hoạch và Đầu tư tỉnh Bình Thuận. Ngày 30 tháng 10 năm 2018, Hội đồng nhân dân tỉnh Bình Thuận khóa X tổ chức kỳ họp bất thường (lần hai) để thông qua một số nghị quyết quan trọng, đồng thời thực hiện công tác cán bộ theo thẩm quyền. Lê Tuấn Phong được bầu làm Phó Chủ tịch Ủy ban nhân dân tỉnh Bình Thuận. Ngày 16 tháng 10 năm 2020, trong kỳ Đại hội Đảng bộ tỉnh Bình Thuận khóa XIV, ông được bầu làm Tỉnh ủy viên rồi Ủy viên Ban Thường vụ Tỉnh ủy Bình Thuận khóa 2020 – 2025.

### Chủ tịch Bình Thuận
Chiều ngày 05 tháng 1 năm 2021, Ban chấp hành Đảng bộ tỉnh Bình Thuận đã tổ chức hội nghị lần thứ sáu để kiện toàn chức danh Phó Bí thư Tỉnh ủy nhiệm kỳ 2020 – 2025. Ban Thường vụ Tỉnh ủy Bình Thuận đã giới thiệu Lê Tuấn Phong để lấy phiếu giới thiệu, thực hiện quy trình công tác cán bộ đối với chức danh. Kết quả, có 46/48/50 Ủy viên Ban Chấp hành Đảng bộ tỉnh đồng ý giới thiệu bầu Lê Tuấn Phong vào chức danh Phó Bí thư Tỉnh ủy, nhiệm kỳ 2020 – 2025, đạt tỷ lệ 92%. Chiều 18 tháng 1 năm 2021, Hội đồng nhân dân tỉnh Bình Thuận khóa X đã tổ chức kỳ họp chuyên đề lần thứ VIII để thông qua nhiều nội dung quan trọng trong đó có thực hiện công tác tổ chức cán bộ theo thẩm quyền. Theo đó, Hội đồng nhân dân tỉnh đã tiến hành bầu Lê Tuấn Phong giữ chức vụ Chủ tịch Ủy ban nhân dân tỉnh Bình Thuận, nhiệm kỳ 2016 – 2021. Ngày 01 tháng 2 năm 2021, Thủ tướng Nguyễn Xuân Phúc phê chuẩn kết quả bầu của của Lê Tuấn Phong.

## Bê bối
Đầu năm 2022, Ủy ban Kiểm tra Trung ương Đảng Cộng sản Việt Nam tiến hành điều tra tỉnh Bình Thuận. Ủy ban đã kỷ luật cảnh cáo Lê Tuấn Phong do có sai phạm từ thời làm giám đốc Sở Kế hoạch và Đầu tư tỉnh Bình Thuận giai đoạn 2016–18 vì đã ký tờ trình tham mưu Ủy ban nhân dân tỉnh chấp thuận cho Công ty Trách nhiệm hữu hạn Đầu tư – Xây dựng Trường Phúc Hải để làm dự án "Lấn biển, chỉnh trang đô thị và sắp xếp lại dân cư ở phường Đức Long, thành phố Phan Thiết" không thông qua hình thức đấu giá đất. Ngày 21 tháng 7 năm 2022, Phó Thủ tướng Phạm Bình Minh ký quyết định kỷ luật cảnh cáo vì những vi phạm khuyết điểm trong công tác gây hậu quả nghiêm trọng của Lê Tuấn Phong. Vào cuối tháng 10, Tỉnh ủy Bình Thuận quyết định cho ông thôi chức ở Tỉnh ủy, không còn là Phó Bí thư Tỉnh ủy, sau đó ông có đơn xin thôi giữ chức Chủ tịch UBND, đến ngày 4 tháng 10 thì Hội đồng nhân dân tỉnh Bình Thuận bỏ phiếu miễn nhiệm chức vụ này của ông, đồng thời cho ông thôi làm đại biểu Hội đồng nhân dân tỉnh khóa XI nhiệm kỳ 2021–26.